# Jikanur, Khanapur
Jikanur là một làng thuộc tehsil Khanapur, huyện Belgaum, bang Karnataka, Ấn Độ.